# Monumento a Garibaldi (Ferrara)
Il monumento a Giuseppe Garibaldi, inaugurato il 20 settembre 1907, è un'opera di Tullo Golfarelli situata nei Giardini 20 e 29 maggio 2012, in Viale Cavour, poco distante dal Palazzo delle Poste. 

## Descrizione
Sul plinto poggiante su di una gradinata in pietra di Grizzana vi è un obelisco in marmo reggente il busto, anch'esso marmoreo, di Garibaldi. Sulla base del plinto vi sono un garibaldino morente ed una corona (fusi in bronzo dalla fonderia Bastianelli di Roma), mentre nel bassorilievo dell'obelisco è raffigurato un gruppo di garibaldini.

## Storia

### Il primo concorso
Nel 1890 la Società Reduci delle patrie battaglie, diretta dall'on. Severino Sani, istituì un Comitato (presieduto dal commendator Stefano Gatti-Casazza) avente lo scopo di far erigere a Ferrara un monumento dedicato a Giuseppe Garibaldi.
Due anni prima Gatti-Casazza aveva contattato a tale scopo lo scultore Ettore Ferrari che accettò di eseguire il bozzetto. Tale assegnazione suscitò polemiche basate forse non solo su aspetti artistici o sulla migliore destinazione del compenso verso opere di maggior utilità a livello cittadino ma soprattutto sulla mancata considerazione verso artisti ferraresi, tra cui molti insegnanti alla civica scuola artistica Dosso Dossi quali ad esempio Luigi Legnani, Giovan Battista Longanesi-Cattani, Ernesto Maldarelli, Luigi Bolognesi, Francesco Leoni, Banzi e Beretta. Gatti-Casazza rispose difendendo le qualità del prescelto e confermandogli l'incarico. Ferrari, che nel frattempo venne a conoscenza della querelle ferrarese, informò della propria rinuncia all'incarico il commendatore, il quale inviò a Roma, dove risiedeva lo scultore, il sindaco di Ferrara Niccolini e Sani, che convinsero l'artista a prendersi nuovamente il compito. Nonostante le modifiche apportate al progetto originario, non si riuscì comunque a raccogliere la quota necessaria per la realizzazione, raggiunta solo al calare del 1905, quando venne bandito un apposito concorso. Con un programma predisposto il 25 dicembre 1905 ed inviato nell'aprile dell'anno successivo, venne riservato a 14 artisti originari del ferrarese, equamente divisi tra scultori, marmisti ed architetti, anche se altrove operanti:
1. Caporali Giuseppe a Iniz De-Fore nel Brasile[5]
2. Cestari Virgilio a Buenos Aires
3. Bolognesi Guido[6] a Roma
4. Galvani Gaetano a Roma
5. Lampronti Armando a Firenze
6. Minerbi Arrigo a Livorno
7. Rosa Mario a Bologna
8. Costa ... a Cento
9. Chendi Ettore a Ferrara
10. Colla Amedeo a Ferrara
11. Lana Angelo a Ferrara
12. Legnani prof. Luigi a Ferrara
13. Leoni Francesco a Ferrara
14. Zuffi Ambrogio a Ferrara.

Dei convocati, risposero solo in sei: Bolognesi, Chendi (col bozzetto Ora e Sempre), Colla (Age si quid agis), Galvani (Caprera), Lana (Patria e Libertà) e Leoni (Italia Unita). In particolare Bolognesi (Ferrara 1843 - Roma 1907), pur non essendo mai emerso per particolari doti artistiche, speranzaso di risollevarsi dai fallimentari risultati riscontrati nei precedenti concorsi pubblici, presentò ben tre bozzetti (Caprera, Patria, Libertà). Durante il concorso, due membri della giuria (atta anche ad individuare il luogo più adatto per la messa in posa del monumento, scelto poi negli allora Giardini pubblici di Viale Cavour) composta da Pietro Niccolini, Giuseppe Agnelli, Augusto Droghetti, Carlo Fiaschi e Luigi Legnani rinunciarono all'incarico (Fiaschi e Legnani) e furono sostituiti da Gatti-Casazza e dallo scultore Tullo Golfarelli, cesenate residente e operante a Bologna. Avendo un preventivo tra le 6 e le 7.000 lire, in data 15 agosto 1906 vennero visionati gli otto bozzetti e pur segnalandone due meritevoli (Colla e Bolognesi) non se ne scelse nessuno in maniera definitiva. Tutte le opere vennero poi esposte, in maniera anonima, nella Sala degli Stemmi in Castello dal 16 al 20 agosto.
Nel frattempo il Comitato chiese ed ottenne la partecipazione di alcuni Enti morali, dei Comuni della Provincia, istituti di credito, consorzi, ditte industriali, associazioni politiche, militari ed operaie.

### L'assegnazione
Diversamente dagli annunci fatti, non venne nominata una seconda commissione per decidere il vincitore del concorso, che venne quindi annullato, assegnando l'esecuzione direttamente a Golfarelli, che ne assunse l'incarico il 2 ottobre 1906, ufficializzato il successivo 15 del mese, ponendosi come obiettivo il 7 luglio 1907 per l'inaugurazione, nonostante la nascita di un ulteriore Comitato avversario, volto anch'esso a celebrare l'Eroe in città. A seguito delle precedenti polemiche e a causa di scioperi agrari sorti alla fine del giugno 1907, il Comitato garibaldino decise di posticipare l'inaugurazione dell'opera al 20 settembre. Dopo l'annuncio ufficiale, nella notte tra il 2 ed il 3 di agosto, gli steccati che coprivano il monumento furono vandalisticamente smantellati da un gruppo di 15 giovani professionisti capitanati dall'ing. Ciro Contini adducendo come motivazione la troppa attesa nel vederlo reso pubblico; più probabilmente, fu un gesto verso il Comitato che «voleva collegare la inaugurazione del monumento alla data storica che segnava la fine del potere Temporale per dare sfogo ad una clamorosa affermazione anticlericale. Una ragione politica!». Dopo tale fatto, il Comitato consegnò l'opera alle autorità comunali per evitare di addossarsi ulteriori responsabilità, nonostante la decisione di aggiungervi, durante la cerimonia inaugurale, una corona in bronzo sulla base, ad onore dei garibaldini di Ferrara e Provincia ed eseguita da Amedeo Colla, escludendo nuovamente Bolognesi, fatto che lo portò al gesto estremo nella mattinata del 15 dicembre 1907 nella sua abitazione romana. L'assegnazione del progetto a Golfarelli fece suscitare ulteriori polemiche non solo per aver preferito nuovamente un alloctono rispetto ad autorevoli autoctoni ma bensì perché, sembrava, il cesenate presentò, probabilmente a causa del poco tempo a disposizione e del basso compenso, il progetto di Bolognesi («figurante un basamento a gradinata sul quale si eleva un plinto di forma quadrata con soprastante busto di Garibaldi. Alla base un garibaldino morente che impugna l’asta della bandiera») «presentando il lavoro… corretto soltanto in qualche linea» ovvero con la sostituzione della bandiera con una spada ornata di una testa di donna nell'impugnatura, in un secondo momento divenuta una sciabola. Tali accuse provocarono anche un'interrogazione durante il Consiglio Comunale del 29 novembre 1906. I promotori, nonché sostenitori, di Golfarelli pare non riuscirono a far prevalere l'affermazione che il sopracitato bozzetto fosse derivato da un precedente, ma non specificato, modello del cesenate presentato a Bologna, benché la critica recente abbia attuato una rivalutazione in questo senso, facendo risalire l'allora non identificato bozzetto con uno dei due presentati nel 1898 per il concorso del monumento bolognese vinto poi da Zocchi. L'ipotesi presentata da Golfarelli apparve squilibrata, probabilmente sia per la fretta esecutiva sia per il rimaneggiamento di un bozzetto altrui, seppur la figura del garibaldino resta «la parte più interessante della composizione e raggiunge esiti di un verismo espressionistico dal forte risalto plastico». Ulteriore vandalismo da parte di ignoti fu inferto al monumento nella notte del 4 dicembre 1907 (venne strappata la lama della spada lasciandovi solo l'impugnatura e venne divelta la guaina di metallo facendone restare solo un troncone fisso al basamento). Golfarelli, diversamente dalle intenzioni del primo momento, rispose positivamente al sollecito di riparazione dei danni entro l'ultimatum impostogli dal Sindaco, ovvero di eseguire tale riparazione entro il maggio 1908. 
Dopo l'ipotesi di spostamento nella vicina piazza Sacrati (1925), altri danni più lievi furono inferti al monumento nella notte del 25 aprile 1945 (fu verniciato di rosso il fazzoletto del garibaldino) e durante i moti del 1968 (venne issata sul monumento una bicicletta arrugginita). Nel 2007, è stato presentato il restauro dell'opera, finanziato dalla Ferrariae Decus e realizzato dal servizio Beni Monumentali del Comune di Ferrara.

## Modelli iconografici
Caratterizzante il monumento ferrarese, la figura del garibaldino, accompagnata a quella del generale, non era particolarmente diffusa nel panorama iconografico nazionale nonostante la presenza di esempi precedenti, probabilmente conosciuti al cesenate, come ad esempio i monumenti garibaldini di Guglielmo Michieli a Udine (1886), di Augusto Benvenuti a Venezia (1887) e di Enrico Astorri a Piacenza (1889).

## Altre celebrazioni garibaldine nel ferrarese
Oltre alla località Magnavacca divenuta Porto Garibaldi dopo lo sbarco nel 1849 di Giuseppe con Anita morente e ad Anita, paese a lei dedicato nel comune di Argenta, escludendo i monumenti mai realizzati, quelli dispersi, le targhe e le epigrafi celebrative, le opere posizionate nella provincia ferrarese sono:
- Anita di Argenta, opera del ceramista Enzo Babini, 1996, vandalizzato e depredato delle parti metalliche nel 2007[20]
- Argenta, all’ingresso del cimitero, busto di Garibaldi, anonimo[20]
- Bondeno, palazzo comunale, busto con due lapidi, opera dello scalpellino bolognese Carlo Orlandi,[21] 1882, marmo[22]
- Comacchio, di Valfranco Luzi (Pergola 1909-Rimini 1986), inaugurato il 24 aprile 1976[20][23] oltre ad altri busti, attribuiti a Fei[24]
- Ferrara, Gallerie d’Arte Moderna e Contemporanea, Museo dell’Ottocento, Busto del generale Giuseppe Garibald, Angelo Conti, 1865 ca., busto in marmo;[25][26] Museo del Risorgimento e della Resistenza, Giuseppe Garibaldi, Ambrogio Zuffi, 1883, busto in marmo;[22] un mezzobusto da porre, all'epoca, nella Sala del Consiglio, Luigi Legnani, 1883;[27] un ignoto busto posto in una bacheca[24]
- Portomaggiore, Sala del consiglio comunale in Municipio, busto di Garibaldi, anonimo[28]
- Porto Garibaldi, cippo commemorativo situato sulla spiaggia,1884;[28] in via Ugo Bassi, Monumento ad Anita e Giuseppe Garibaldi, Nicola Zamboni[29] e Sara Bolzani (Monza, 1976), rame, inaugurato l'11 novembre 2011.[30][31]